# Anosia thersippus
Anosia thersippus är en fjärilsart som beskrevs av Bates 1863. Anosia thersippus ingår i släktet Anosia och familjen praktfjärilar. Inga underarter finns listade i Catalogue of Life.